# Natimuk
Natimuk – miasto w Australii, w stanie Wiktoria.